# Regina Litvinova
Regina Litvinova (russisch Регина Литвинова, Regina Litwinowa; * 1979) ist eine russische Jazzpianistin.

## Werdegang
Litvinova studierte in Moskau bei Eduard Sjomin zunächst klassisches Klavier. Dort kamen bei Yuri Chugunov und Gennadi Strelnik auch erste Jazz-Erfahrungen dazu. 2001 wechselte sie an die Hochschule für Musik und Darstellende Kunst Mannheim zu Professor Joerg Reiter und führte dort ihr Studium fort. Ihr Diplom-Studium Jazz Klavier schloss sie 2006 in Mannheim mit der Bestnote ab. Bei Richie Beirach an der Hochschule für Musik und Theater „Felix Mendelssohn Bartholdy“ Leipzig absolvierte sie ein Aufbaustudium.
Mit dem Schlagzeuger Christian Scheuber und dem Bassisten Markus Schieferdecker bildete sie das Regina Litvinova Extremetrio. Auch tritt sie im Duo mit Stephan Urwyler und in der Concert Band ihres ehemaligen Schülers Tobias Frohnhöfer auf. Mit Christian Scheuber gehört sie zum New Richie Beirach Trio.

## Preise und Auftritte
2002 gewann Litvinova den 1. Young Jazz Award Tübingen in der Kategorie Solisten bis 25 Jahre. 2009 war sie Semi-Finalistin der Montreux Jazz Solo Piano Competition. In der Kategorie Jazz erhielt ihr Stück „Grizzly's“ 2011 bei der „International Songwriting Competition“ (ISC) die Auszeichnung „Honorable Mention“.

## Diskographie (Auswahl)
- German Body – Russian Soul – African Heart (Rodenstein Records 2003, mit Markus Schieferdecker, Christian Scheuber)
- Extreme Trio feat. Alex Sipiagin – Grizzlies (Jazz´n Arts Records 2005, mit Markus Schieferdecker, Christian Scheuber, sowie Reiner Witzel und Claus Kießelbach)
- Regina Litvinova Extremetrio (feat. Stephan Urwyler) Plays the Music of Richie Beirach (Got Groove Records 2011, mit Andreas Manns, Christian Scheuber)
- Stephan Urwyler, Regina Litvinova Valser (Unit Records 2014)
- Jazzsuite Shapes of 4 (2016, mit Casey Benjamin, David Nelson, Jean-François Michel, Yves Torchinsky, Christian Scheuber)